# Eric Sardinas
Pour les articles homonymes, voir Sardinas.
Eric Sardinas (né dans les années 1970) est un guitariste de Blues rock américain né à Fort Lauderdale, en Floride. Il est connu pour son usage de la guitare à résonateur (principalement la Dobro) et ses performances en live. Il brûle parfois sa guitare sur scène, et s'est fait une brûlure au troisième degré au niveau du poignet gauche lors d'un concert à Sydney en 2000.

## Biographie
Eric Sardinas commença à jouer de la guitare à six ans, et appris avec des vieux enregistrements de Charlie Patton, Bukka White, Big Bill Broonzy, Elmore James et Muddy Waters. Sardinas étant gaucher et ayant certainement appris à jouer de la main droite, son style de jeu actuel pourrait être dû à cette particularité.
Eric Sardinas écoute encore aujourd'hui la musique qu'il écoutait lorsqu'il apprenait la guitare, comme il le dit lui-même : « The rawest, most emotional music is what sparked my excitement for the blues », « I still listen to music from the 20s and 30s on a daily basis. That's where it all began ». (traduction : « La plus pure, la plus émotionnelle des musiques est ce qui a déclenché ma passion pour le blues », « J'écoute toujours de la musique des années 20 et 30 quotidiennement. C'est là où tout a commencé ».)
En 1998, Sardinas a participé à l'album Garage Inc. de Metallica en jouant sur les morceaux Sabbra Cadabra et Tuesday's Gone (apparition non créditée).
En 2002, Sardinas figurait sur l'album Hey Bo Diddley - A Tribute!, jouant la chanson Ride on Josephine.
Actuellement il a un contrat avec le label Favored Nations de Steve Vai, à qui il a réalisé la première partie de sa tournée The Real Illusions Tour 2005 à travers le monde. Sous le label de Steve Vai, Sardinas a signé son dernier album le 19 février 2008, Eric Sardinas & Big Motor aux États-Unis. L'album sortira le 1er avril au Canada, et le 28 dans le reste du monde. La vente fut assurée par une tournée américaine en 2008, suivie d'une tournée européenne.

## Discographie
Albums (sauf mention contraire) :
- Treat Me Right (1999)
- Angel Face (2000 EP)
- Devil's Train (2001)
- Black Pearls (2003)
- Eric Sardinas & Big Motor (2008)
- Sticks And Stones (2011)
- Boomerang (2016)